# Осада Маарры
Осада Маарры (фр. Siège de Ma'arra) — осада крестоносцами арабского города Маарра (современный Мааррет-эн-Нууман, Сирия), шедшая в ноябре — декабре 1098 года во время Первого крестового похода.

## Предыстория
После того, как крестоносцы во главе с Раймундом Тулузским и Боэмундом Тарентским успешно захватили осаждённую Антиохию, они начали совершать набеги на окрестности в течение зимних месяцев.
Крестоносцы не оценили противника и плохо защищали свои линии снабжения, что привело к широкому распространению голода и к нехватке надлежащего снаряжения в армии крестоносцев.
В июле 1098 года Раймунд Пиле, рыцарь в армии Раймунда Тулузского, возглавил экспедицию против Маарры, важного города по дороге на юг в сторону Дамаска. Его войска встретили в городе значительный мусульманский гарнизон и были наголову разбиты, понеся многочисленные потери.
До конца лета крестоносцы продолжили марш на юг и захватили многие другие малые города, снова приблизившись к Маарре в ноябре.

## Ход осады
Примерно в конце ноября тысячи крестоносцев начали осаду города. Жители сначала отнеслись к ним легкомысленно, помня провальную экспедицию Раймунда Пиле. Крестоносцы не могли позволить себе вести длительную осаду, ведь им пришло всего несколько поставок продовольствия, а зима приближалась. Но прорвать оборону города, состоявшую из глубокого рва с крепкими стенами, они тоже не могли. Защитникам города, состоявшим, в основном, из городского ополчения и неопытных горожан, удалось сдерживать атаки крестоносцев почти две недели.
Крестоносцы за это время построили осадную башню, которая позволила им захватить стены города. Во время нападения с башни другая группа их войск штурмовала незащищённые стены с другой стороны города.
Крестоносцы заняли стены Маарры 11 декабря, а мусульмане отступили в город. Обе стороны готовились к ночному затишью в боях, но низшие слои крестоносцев ворвались в Маарру и разграбили её.
Утром 12 декабря гарнизон провёл переговоры с Боэмундом, тот пообещал им безопасность, если они сдадутся.
Мусульмане сдались, но крестоносцы, несмотря на обещание, немедленно начали резню населения. Тем временем Боэмунд захватил контроль над стенами и башнями, в то время как Раймунд Тулузский взял под свой контроль сам город. Между ними разгорелся спор — кто же будет править захваченными землями.

## Каннибализм
Маара не была так богата, как крестоносцы надеялись, и нехватка продовольствия в декабре усилилась. Большинство солдат и рыцарей предпочли продолжить поход на Иерусалим, мало заботясь о политических спорах между Боэмундом и Раймундом. Раймунд пытался купить поддержку других лидеров. В то время как лидеры проводили переговоры далеко от города, некоторые из голодающих крестоносцев в Маарре, как сообщается, прибегали к каннибализму, поедая трупы мусульман.
Хронист Боэмунда Тарентского, Рауль Канский писал:
Некоторые люди говорили, что им, ограниченным в пище, приходилось варить взрослых мусульман в котлах, а детей насаживать на вертела и зажаривать.
Эти слова подтверждаются хронистом Фульхерием Шартрским, который писал:
С содроганьем могу сказать, что многие наши люди, преследуемые безумным чувством голода, срезали куски ягодиц с уже убитых сарацин, жарили их на костре и не дождавшись, пока те будут достаточно зажарены, пожирали их с чавканьем, словно дикари.

Также Альберт Аахенский писал, что 
Крестоносцы не ограничивались поеданием только убитых турок и сарацин, они ели даже собак…